# Зубівська волость
Зубівська волость — адміністративно-територіальна одиниця Миргородського повіту Полтавської губернії з центром у селі Зубівка.
Старшинами волості були:
- 1900 року козак Іван Дмитрович Ксензь[1];
- 1904 року Никифор Семенович Юхименко[2];
- 1913 року Микита Семенович Дмитренко[3];
- 1915 року Пантелій Семенович Дмитренко[4].